# Субсидиарност
Субсидиарността е основна политическа доктрина. Тя гласи, че решенията по създаване на политики трябва да се вземат на възможно най-децентрализирано ниво, в което централното управляващо тяло да не взема участие, освен ако това не е по-ефикасно от действията, предприети от долните нива.
Принципът на субсидиарността в Европейския съюз предвижда намеса на ниво ЕС единствено в ситуации, в които „целите на предложено действие не могат да бъдат постигнати в достатъчна степен от държавите членки както на централно, така и на регионално и местно равнище“ (чл. 5 ал. 3 от Договора за ЕС).
От друга страна, ако поне една трета от националните парламенти изразят възражения относно предложение на законодателен акт Европейската комисия на основание на принципа на субсидиарността, Комисията трябва да преразгледа своя законопроект и да реши дали да го запази, промени или оттегли. В този смисъл, националните парламенти на страните-членки допълнително увеличават демократичната легитимност на процеса на вземане на решения в ЕС.